# Avraham Yoffe
Avraham Yoffe (em hebraico:  אברהם יפה; Yavne'el, 25 de outubro de 1913 – Israel, 11 de abril de 1983) foi um general de Israel durante a Guerra dos Seis Dias. Mais tarde, ele entrou na política e serviu como membro do Knesset pelo Likud entre 1974 e 1977.
Ele foi um dos fundadores do Movimento por uma Terra Completa de Israel, diretor da Autoridade de Reservas Naturais e um dos fundadores do Kibbutz Tel Amal (Nir David).

## Biografia
Yoffe nasceu em Yavne'el em 1913, durante a época em que o Império Otomano ainda controlava a Palestina. Ele foi um dos quatro filhos de Chaim e Miriam (née Kashna) Yoffe, que imigraram da Rússia e se estabeleceram em Bibanel. Seus irmãos são Uri, Shaul e Hana. Seu pai era membro da família Yoffe e em seus primeiros anos, Avraham Yoffe frequentou a escola agrícola Mikva Israel.

### Carreira militar
Aos 16 anos ingressou no Haganah. Yaffe juntou-se ao movimento do acampamento Olim, mas em 1931 mudou-se para o movimento Hashomer Hatzair, onde foi um guia e ficou conhecido pelas peças de índios americanos que organizou. No inverno de 1935-1936, ele participou da conferência Hashomer Hatzair em Poppard e viajou por toda a Europa enquanto visitava as células do Hashomer Hatzair. Ele retornou a Israel em abril de 1936. Ele foi um dos primeiros recrutados para o Notrim em 1936 e participou do estabelecimento do Kibbutz Tel Amal (Nir David) no vale de Beit Shan, Rishon Yishuvi Homa e Migdal. Ele trabalhou em Beit Alfa como professor e guia, e sua tentativa de transferir as crianças da Sociedade Infantil para Hashomer Hatzair foi uma das causas da divisão que ocorreu em Beit Alfa.
Em 1936, Yoffe juntou-se aos Esquadrões Noturnos Especiais, uma unidade de contra-insurgência conjunta entre judeus e britânicos estabelecida por Orde Charles Wingate. Ele fora notado durante a estada de Ord Wingate em Tel Amal, e foi adicionado às atividades do departamento de Wingate — onde teve a oportunidade de aprender com ele. Yoffe serviu como comandante de grupo de combate em um dos esquadrões, atuando como o segundo em comando do Tenente Michael Grove.
Em 1940, durante a Segunda Guerra Mundial, Yoffe recebeu ordem de alistar-se em uma unidade do Corpo de Artilharia do Exército Britânico, onde serviu por três anos na defesa de vários locais da Terra de Israel e também aprendeu sobre defesa contra ataques aéreos. Em 1943, ele esteve estacionado por algum tempo no Chipre. Durante seu serviço, na Terra de Israel e no Chipre, esteve envolvido no roubo de armas do Exército Britânico para o Haganá, sob o comando de Yehuda Arazi. Do Chipre, Yaffe voltou a Eretz Israel para um curso de oficial, após o qual foi designado para uma unidade de transporte em Benghazi. Ele foi dispensado em 1947 com o posto de capitão. Após sua dispensa do Exército Britânico, ele permaneceu na Europa e atuou no Instituto da Segunda Aliá. Depois disso, ele voltou para seu kibutz e criou gansos.

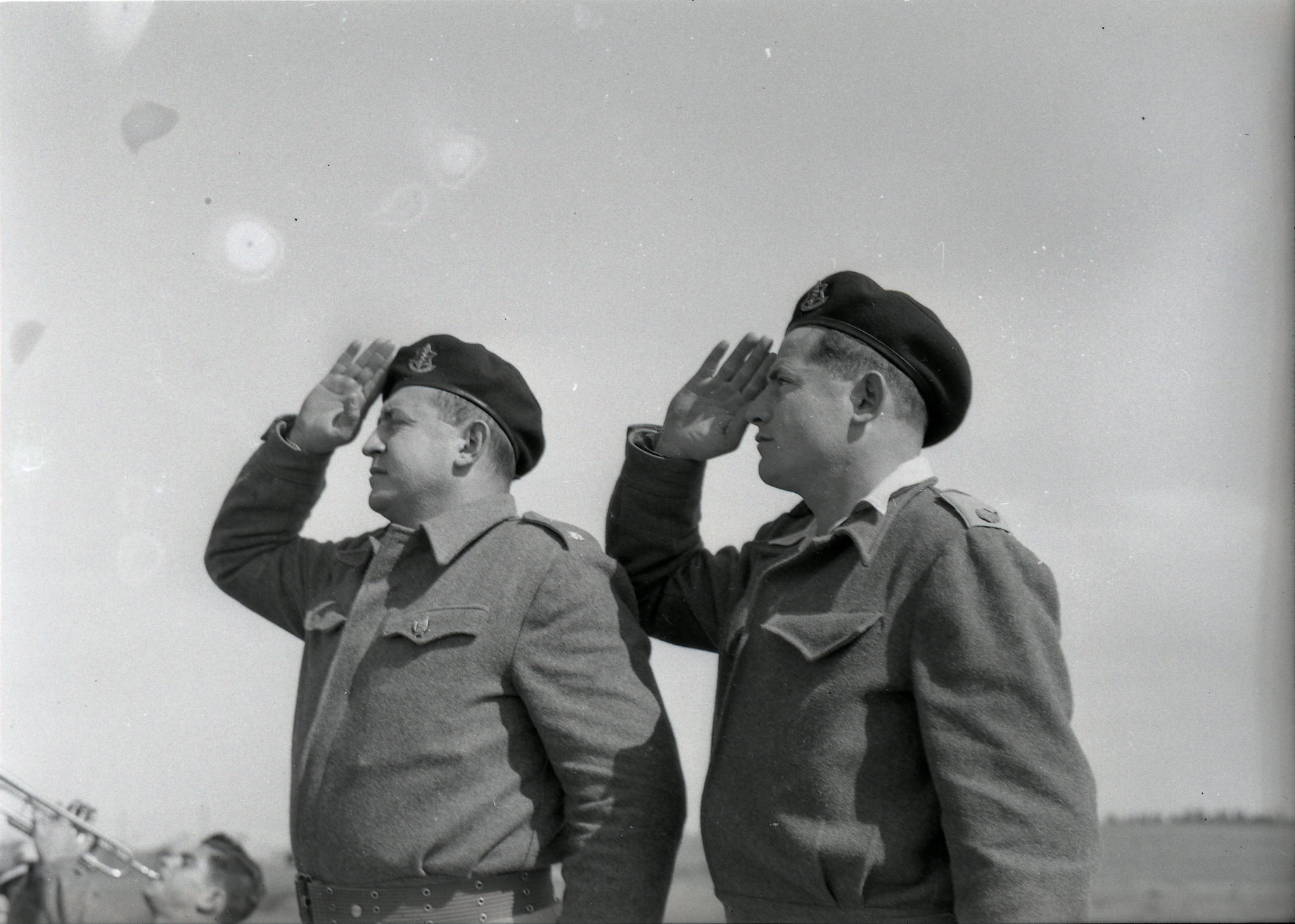
Avraham Yaffe em uma cerimônia memorial às baixas da 8ª Brigada ao lado de Gush Dan, fevereiro de 1949.

Em novembro de 1947, ele retornou às fileiras do Haganah e estabeleceu o 12º batalhão de infantaria (Barak). Ele então estabeleceu o 13º batalhão (Gideão) no Vale do Jordão e o comandou na Guerra da Independência, entre outras, nas batalhas do vale de Beit Shan como parte da Brigada Libanesa. Em 12 de maio, seu batalhão capturou Beisan durante a Operação Gideon. Após a divisão da brigada, o batalhão passou a ficar sob o comando da Brigada Golani e Yoffe foi nomeado oficial de operações da brigada; sendo ferido nas batalhas da Operação Hiram.
Após a guerra, foi nomeado comandante do 89º Batalhão da 8ª Brigada e, em 1950, foi nomeado comandante da Brigada Golani. Um ano depois, passou a instruir o curso de infantaria e em 1953 foi nomeado comandante da 9ª Brigada. Em 1955, ele passou três meses estudando na Inglaterra.
Durante a Crise de Suez, ele comandou a 9º Brigada Oded das FDI, uma brigada de infantaria motorizada que ele liderou pessoalmente em uma marcha ao sul do Sinai para capturar Sharm el-Sheikh em 5 de novembro de 1956. Em fevereiro de 1957, ele foi enviado para a África do Sul por um mês e meio para levantar fundos em nome do United Jewish Magebite. Ao seu retorno, ele comandou a escola de oficiais e, em agosto de 1957, foi nomeado chefe do departamento de treinamento, e em abril de 1958 foi enviado para os Estados Unidos em nome da Agência de Desenvolvimento da Independência por três meses. Em julho de 1958 assumiu o comando do Comando Sul, e em maio de 1959 foi promovido ao posto de general. Em 1962 passou a servir como comandante do Comando do Norte, com a reforma de Meir Zore. Em abril de 1965, ele se reformou do exército.
Durante seu serviço nas Forças de Defesa de Israel, ele foi o presidente da Autoridade de Reservas Naturais, e imediatamente após sua reforma, foi nomeado diretor da autoridade no lugar de Uzi Paz, que desistiu do cargo por ele. Os animais selvagens no monte Carmelo e o transporte de animais mencionados na Bíblia, como o Erod e o javali persa, foi realizado de todo o mundo para reservas em Israel.

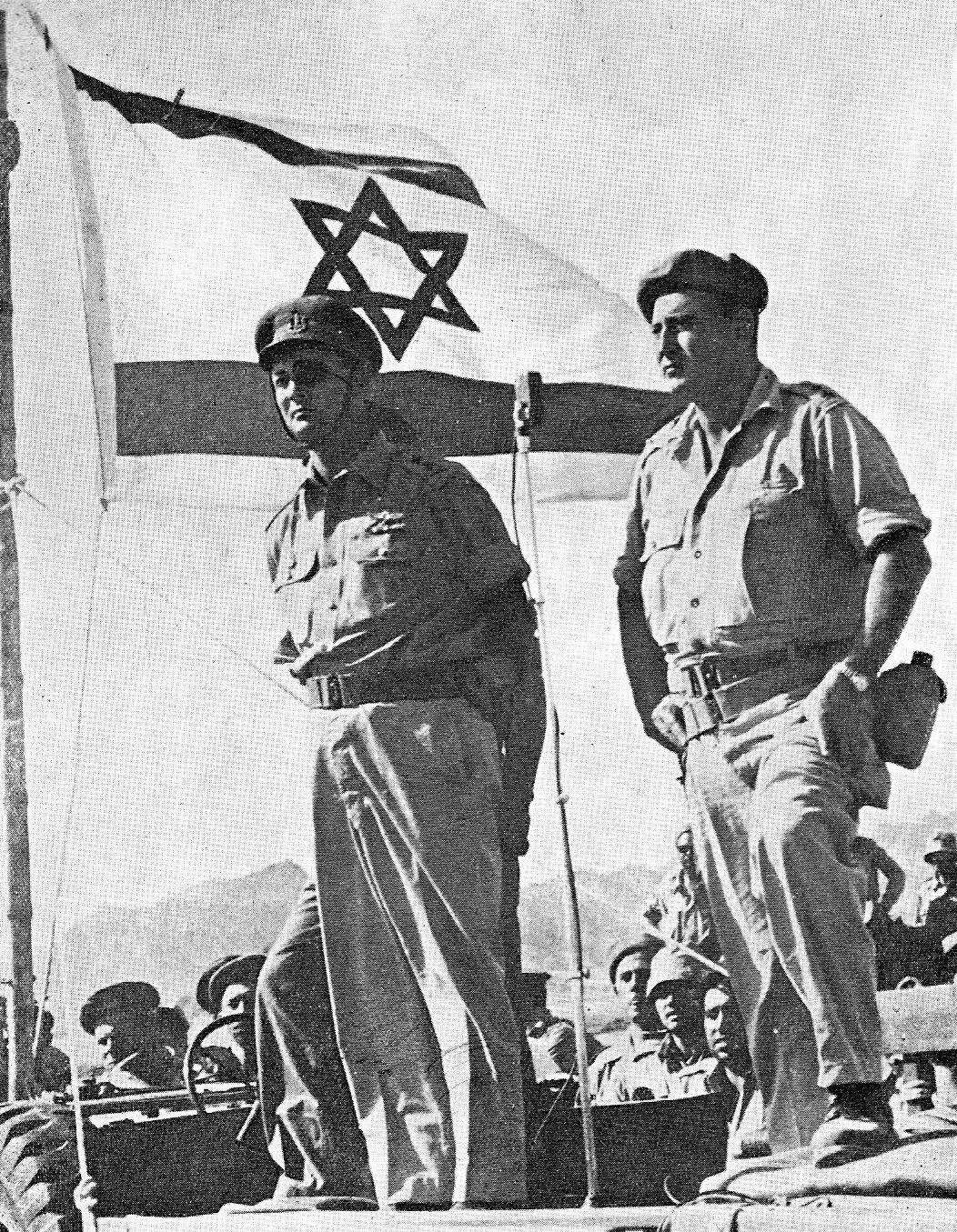
O Ramatkal Moshe Dayan e Avraham Yoffe, comandante da 9ª Brigada Oded, em Sharm el-Sheikh no final da Operação Kadesh, 1956.

Yoffe foi chamado de volta ao serviço durante a Guerra dos Seis Dias, para comandar uma divisão (ugdah em hebraico) no Comando Sul, ao lado dos muito mais jovens generais Israel Tal e Ariel Sharon.

“Apesar de ter cinquenta e três anos e ser barrigudo, o diretor da Sociedade de Proteção à Natureza de Israel, Avraham Yoffe, era um combatente experiente no Sinai. Em 1956, ele liderou uma coluna de infantaria na costa leste da península para capturar Xarm el-Xeikh. Mais tarde, como chefe do Comando Sul, ele desenvolveu planos de contingência para mover tanques sobre desertos que eram amplamente considerados intransponíveis. Convocado algumas semanas antes da guerra pelo Gen. Gavish, Yoffe chegou ao acampamento em roupas civis, pensando que estava fazendo uma visita de cortesia. Ele voltou com uniforme de general de brigada e assumiu o comando da 31ª Ugdah com suas duas brigadas de reserva, cada uma com 100 tanques. Sua missão era penetrar no Sinai ao sul das forças de Tal e ao norte as de Sharon, dividindo as duas frentes e impedindo que os reforços inimigos chegassem a qualquer uma delas. Então, correndo para o leste, ele atacaria a segunda linha de defesa do Egito enquanto a primeira ainda estava ocupada lutando."
Ele comandou a 31ª Divisão de Reserva no Egito, composta pela 200ª Brigada e a 520ª Brigada, durante o ataque à Península do Sinai, através de Wadi Haroudin, área intransponível para os tanques israelenses. A divisão lutou no eixo central no Sinai e capturou Jebel Livni, Bir Lafna e o Passo de Mitla. Sua unidade capturou a junção Bir-Lafhan, impedindo efetivamente o exército egípcio de pedir reforços.
Avraham Yoffe e suas quatro brigadas na frente egípcia evitaram quaisquer áreas de forte concentração inimiga e correram para as passagens; na verdade, ele atravessou um terreno desprotegido porque os egípcios acreditavam que os tanques não podiam atravessar as dunas. Então, a divisão de tanques de elite do General Israel Tal e a divisão do General Sharon seguiriam atrás, forçando os egípcios em uma armadilha mortal que com certeza eliminaria o terço de seu exército que residia no Sinai. A base do plano era Yoffe atacar os egípcios pelo flanco e levá-los a recuar para o Passo de Mitla, onde Sharon e Tal os eliminariam.
Como foi visto nos primeiros quatro dias da guerra, quando Israel e Egito se engalfinharam em combate, esse plano teve um sucesso além das expectativas, forçando a retirada egípcia. Na véspera do primeiro dia de luta, após intensas batalhas, as forças de Tal chegaram a El-Arish e a divisão de Sharon prevaleceu no engajamento mais importante no norte do Sinai na Batalha de Abu-Ageila. Enquanto isso, a divisão de Yoffe avançou nas defesas egípcias e capturou a junção Bir-Lafhan. No final do primeiro dia, parte da divisão de Tal dirigiu-se para o norte, para a Faixa de Gaza e, em 7 de junho, as FDI capturaram a cidade de Gaza.
No quarto dia da guerra, 8 de junho de 1967, as forças egípcias foram derrotadas. A divisão do General Tal conquistou Qantara nas margens do Canal de Suez e continuou para o sul ao longo do canal para se juntar à força principal da divisão que continuou de Bir Gifgafa ao Canal de Suez no setor de Ismaília. Ao sul deles, a divisão do General Yoffe também continuou em direção ao canal ao longo de dois eixos no setor de Suez, enquanto outra força de sua divisão continuou em outra rota para Ras-Sudar no Golfo de Suez, ao sul do Canal. Dali, a força continuou para o sul ao longo do Golfo de Suez e chegou a Abu-Zenima, onde se encontrou com os pára-quedistas vindos de El-Tur.

### Atividades científicas
O General Yoffe teve um papel importante na descoberta da carta de Bar Kokhba em uma caverna no deserto da Judéia. Ele participou da exploração arqueológica com Yigael Yadin em uma caverna anteriormente saqueada por beduínos e pesquisada por outra equipe arqueológica. Yoffe sugeriu o uso de equipamento militar avançado, o que resultou na descoberta de artefatos enterrados. Essa descoberta está entre as mais importantes para o estudo da revolta de Bar Kokhba contra os romanos.
Em 1963, enquanto estava no serviço militar, Avraham Yoffe foi autorizado a servir como presidente do recém-criado Conselho de Autoridades de Reservas Naturais. Em novembro de 1964 aposentou-se do serviço militar e em maio de 1965 foi nomeado diretor da Autoridades de Reservas Naturais, onde serviu por 14 anos, sendo substituído por Adir Shapira em 1978.

### Carreira política
Yoffe foi um dos fundadores do Movimento para o Grande Israel e, quando a organização se fundiu a ele, posteriormente se juntou ao Likud. Ele foi eleito para o Knesset na lista do Likud em 1973 e foi membro do influente Comitê de Relações Exteriores e Defesa e do Comitê de Finanças. Durante a eleição legislativa israelense de 1977, ele anunciou que não concorreria à cadeira.

## Família
Três filhos nasceram de Lipa. O primeiro, Danny, filho dele e de sua primeira esposa, Judith (morta em um acidente de carro em 1941), e duas filhas, Roni e Ruthie, nascidas de sua segunda esposa, Aviva (nascida Schlossberg, 1921-1998), irmã de Leah Rabin (a esposa de Yitzhak Rabin). Seus primos incluem: Avraham Yaffe (piloto), Hana Yaffe e Yossi Yaffe.

## Memória
A Ponte Avraham, que passa sobre Nahal Hashur, perto do Parque Nacional Eshkol, leva seu nome. A ponte foi chamada assim ainda durante sua vida, quando foi estabelecida pelas FDI com uma ponte Bailey em 1962. Nos anos anteriores, Yaffe serviu como comandante do Comando Sul e prometeu aos colonos do Negev construir a ponte em resposta às inundações em Nahal Hashur que impediram a travessia do riacho. A ponte foi concluída depois que ele foi transferido para o Comando do Norte, mas ainda assim recebeu seu nome.
Um jardim público leva seu nome — "Gan Avraham" na rua Kotzer na cidade de sua residência Ramat Hasharon e nas ruas das cidades de Afula, Holon e Be'er Sheva.